# Greißler

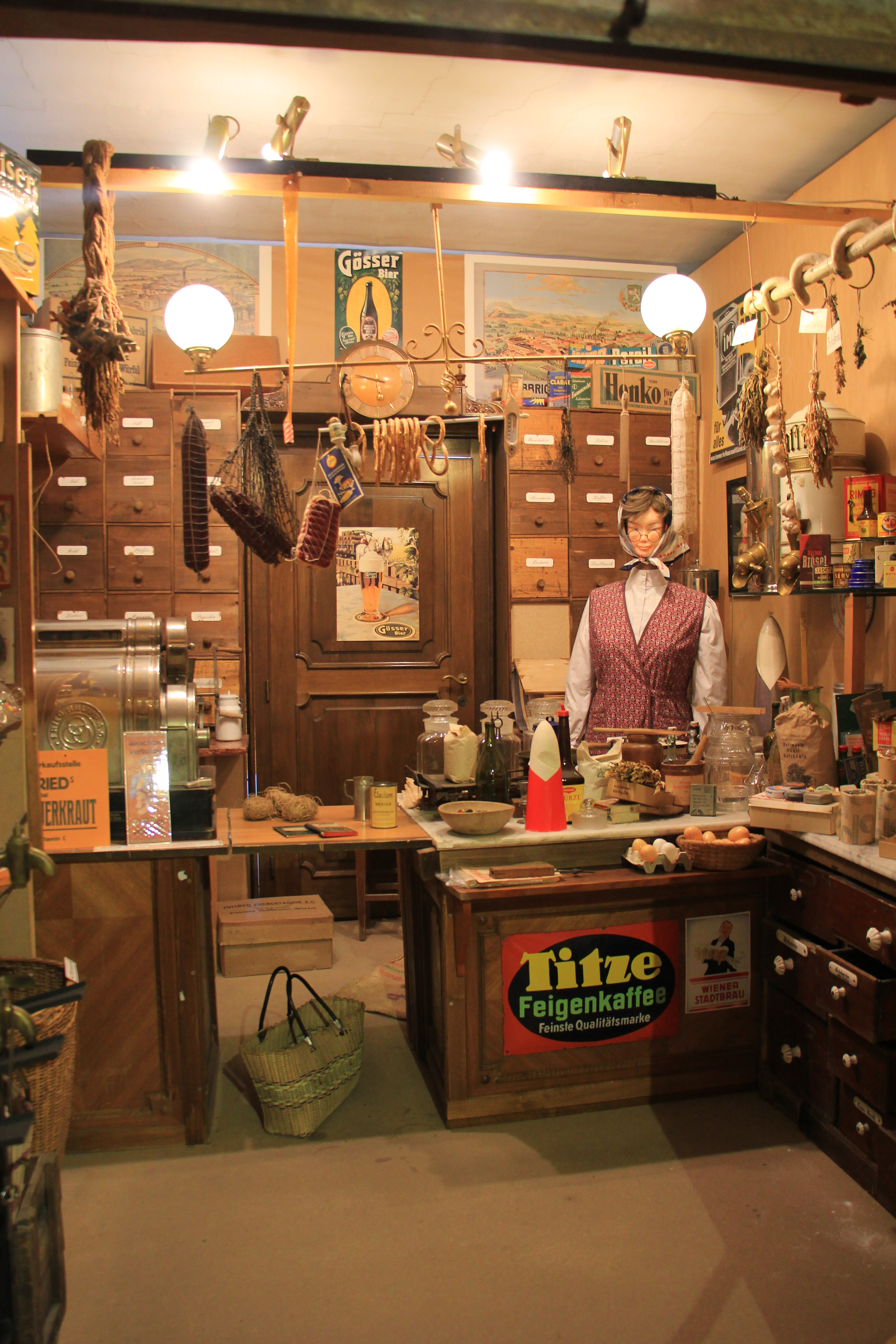
Nachgebaute Greißlerei von ca. 1920 (Stadtmuseum Traiskirchen)

Greißler ist der vor allem ostösterreichische Begriff für einen kleinen Lebensmittelhändler. Das Geschäftslokal selbst wird häufig als Greißlerei bezeichnet, wobei dieses oft auch als Gemischtwarenhandel oder Feinkostladen geführt wird. Vergleichbar sind diese Kleingeschäfte mit den Tante-Emma-Läden in Deutschland.

## Geschichte
Eine Greißlerei führt in erster Linie Lebensmittel und wird deswegen oft als Feinkostladen oder als Feinkost zusammen mit dem Familiennamen des Betreibers wie beispielsweise in Feinkost Maier bezeichnet. Gerade im ländlichen Bereich werden solche Geschäfte vornehmlich als Gemischtwarenhandlungen geführt, in denen nicht nur Delikatessen, sondern auch andere Dinge für den täglichen Bedarf erhältlich sind:

„Der Greißler, das ist, profan gesehen, ein Lebensmitteldetailhändler mit einer Verkaufsfläche in der Größe einer Kleinstwohnung. Ein Krämerladen, oder die wienerische Version des Tante-Emma-Ladens. Er ist die innigste Verbindung zwischen dem großen Welthandel und dem kleinen Letztverbraucher. … Die Greißlerei, das Wort taucht erstmals im fünfzehnten Jahrhundert auf, ist, so lautete einst die amtliche Definition, ein Zwischenhandel des Verderblichen. Und dieser Handel übte zu allen Zeiten eine Anziehungskraft auf die Österreicher aus.“

Typisch für einen ländlichen Greißler, welcher sich mitunter selbst als Gemischtwaren, Warenhandlung oder gar Kaufhaus bezeichnete, waren neben der kleinen Verkaufsfläche das breit gefächerte Angebot von Waren aller Art. Diese lagen zumeist offen und die Kunden brachten mitunter eigene Gefäße zum Abfüllen von Flüssigkeiten wie Speiseöl oder Petroleum mit.
Eine weitere Variante dieser Art von Läden waren Milchgeschäfte, die das Angebot der Greißler speziell um Milchprodukte ergänzt hatten. Beliebt und weitverbreitet war das Einkaufen in diesen Geschäften mit dem sogenannten „Anschreiben“. Dies gab es sowohl in der Form des sporadischen Anschreibens und Bezahlens beim nächsten Einkauf. Bei lange bekannten Kundschaften war es auch üblich, die aufgelaufene Rechnung zum Monatsende zu begleichen.

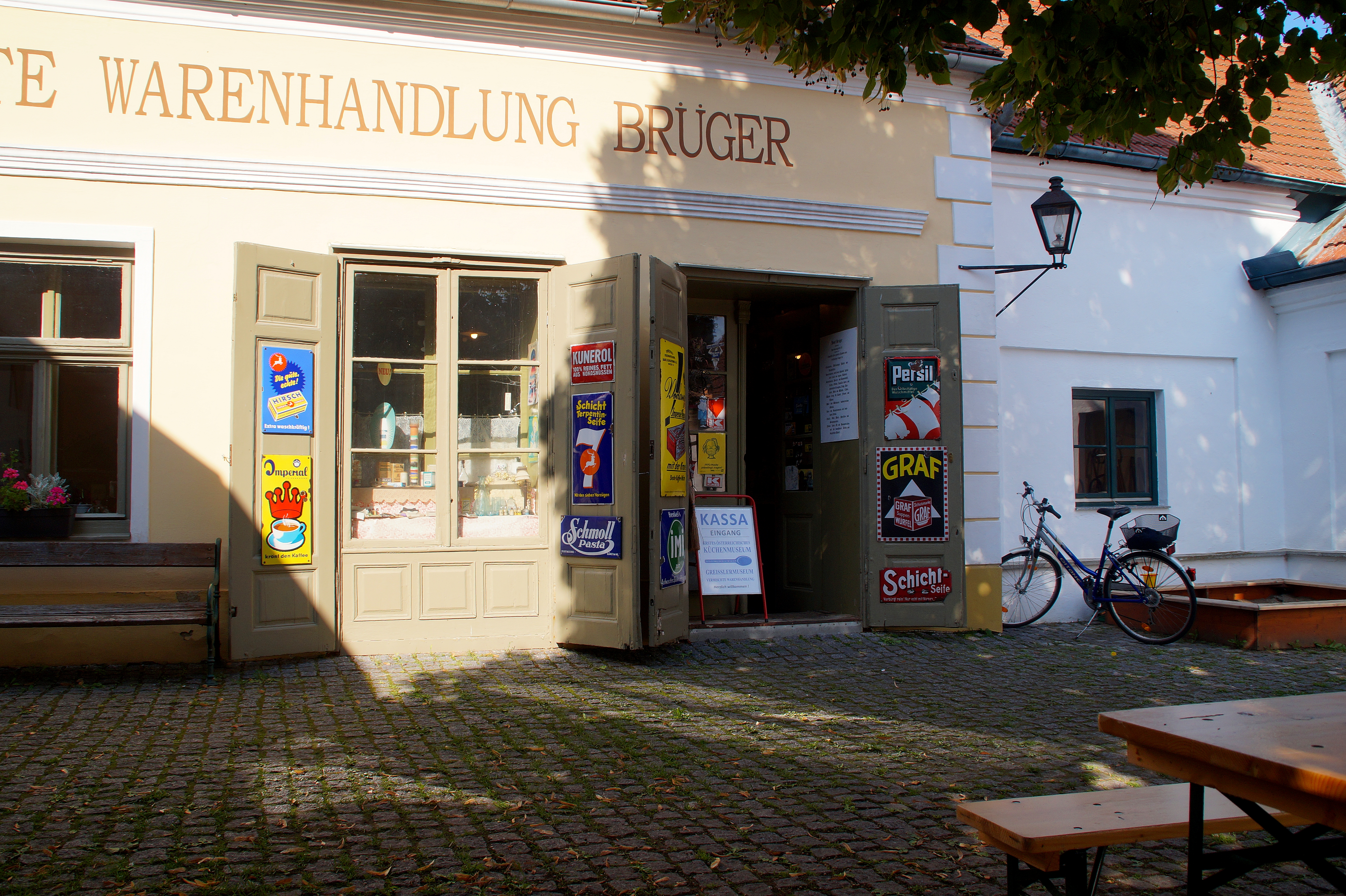
Museale Gemischtwarenhandlung in Herrnbaumgarten (2021)

Mit dem gestiegenen Wohlstand ab den 1960er Jahren und gestiegenen Ansprüchen der Kunden, wie zum Beispiel Einkauf in einem einzigen Lokal statt in mehreren Einzelgeschäften sowie Zeitersparnis beim Einkaufen statt kommunikativem Austausch zwischen dem Greißler und seiner Kundschaft, verloren die Greißlereien an Beliebtheit. Das aus den USA importierte Konzept der Supermärkte mit Selbstbedienung sorgte bei vielen kleinen Geschäften, welche sich nicht auf diese neue Art des Einkaufens umstellen wollten oder konnten, für zusätzlichen Kundenschwund. Durch diesen Verdrängungswettbewerb der in der Folge sich zu großen Lebensmittelketten entwickelnden Großhandelsunternehmen waren und sind Geschäfte dieser kleineren Art nicht mehr wirtschaftlich zu führen. Viele Geschäfte versuchten sich durch Modernisierung und Vergrößerung – mitunter auch verbunden mit der Umstellung auf Selbstbedienung – an die neuen Einkaufsgewohnheiten anzupassen. Durch die Motorisierung wurde es zunehmend leicht andernorts einzukaufen, so dass man nicht mehr auf den Nahversorger im Ort angewiesen war. Diese Entwicklung ist sowohl in den Städten (durch Einkaufszentren) wie auch im ländlichen Raum (hier vor allem Supermärkte in größeren Ortschaften) zu beobachten. Ab den 1980er Jahren kam es daher vermehrt zum sogenannten Greißlersterben. Von 1999 bis 2000 sank die Zahl kleiner Lebensmittelläden in Wien, Niederösterreich und dem Nordburgenland von 1.494 auf 1.387. Laut einer Studie von 2006 hat in Tirol mehr als ein Fünftel aller Ortschaften kein eigenes Lebensmittelgeschäft mehr. Viele Geschäfte versuchten sich durch den Anschluss an Handelsketten wie beispielsweise Nah & Frisch vor dem Niedergang zu bewahren, in den meisten Fällen brachte dies jedoch speziell den kleinen Greißlereien keine Rettung.
Im Zuge der Schließung von vielen Postämtern haben besonders im ländlichen Raum viele Greißlereien (Dorfläden) als Postpartner etliche der Postamtsfunktionen übernommen.

## Etymologie

### Herkunftstheorien
Die Bezeichnung Greißler ist zurückzuführen auf die sogenannten Griesler, die einst am Wiener Salzgries mit Salz handelten. (Unter Gries ist die Bedeutung als ‚Sand, Kies‘ zu verstehen. Gemeint ist metonymisch ein in irgendeiner Hinsicht markanter Ort mit sandigem, kiesigem Untergrund wie zum Beispiel ein Marktplatz.) Anderen Quellen nach leitet man das Wort vom mittelhochdeutschen Wort grûsz (‚Getreidekorn‘) ab, von dem es auch das in Österreich und Bayern vorhandene Mundartwort Grauß gibt. Greißler/Greißlerei entspricht der Bedeutung nach dem englischen Wortpaar grocer/grocery, die Wörter sind jedoch nicht miteinander verwandt. Andererseits tauchte das Wort erstmals im fünfzehnten Jahrhundert auf.

### Greißlersterben
Das typisch österreichische Wort Greißlersterben ist der in großen Teilen Österreichs verstandene und verwendete bildhafte Ausdruck für das sukzessive Schließen von kleinen Nahversorgern aufgrund der Konkurrenz der Großmärkte.
Das Wort ist – analog dem Begriff Wirtesterben – ein Synonym für das Aussterben historischer Ortskerne geworden.

### Bedeutungswandel
Neuerdings wird der Begriff Greißlerei fallweise bewusst als Bezeichnung für Läden mit Qualitätsprodukten herangezogen. Mittlerweile wird der Begriff Greißler als Synonym für ein Angebot an qualitativ hochwertigen und regionalen Produkten gesehen und verwendet, beispielsweise in Wien. Der Speiseeis-Hersteller Eis-Greissler aus der Buckligen Welt, dessen Filialen in Wien beispielsweise ein betont ländliches Aussehen besitzen, hat das mittlerweile vom Aussterben bedrohte Wort sogar in den Namen implementiert.
Das alte Wort mit seiner ursprünglich neutralen und nach dem Aufkommen der Supermärkte negativen Konnotation von einem anspruchslosen und alltäglichen Sammelsurium an Lebensmitteln und Gebrauchswaren wirkt als Bezeichnung für Einkaufsmöglichkeiten mit gehobenerem Image paradoxerweise aufwertend. Ein Beispiel solcher „besseren“ Greißlereien findet sich etwa im burgenländischen Bad Sauerbrunn.

### Greißlermentalität
Der fallweise abwertend anzutreffende Ausdruck Greißlermentalität wird für Menschen verwendet, die einen eng begrenzten Horizont zu haben scheinen. Dass dieser Begriff negativ besetzt ist, zeigt nicht zuletzt eine Parlamentsdebatte in Österreich:

„Die Negativbelegung des Wortes ‚Greißler‘ hat im Hohen Haus zu unterbleiben, nicht deswegen, weil ich selbst ein Greißler bin, sondern stellvertretend für die vielen tausend fleißigen Leute, die in diesem Berufszweig ihrer Arbeit nachgehen.“

## Trivia
In den im niederösterreichischen Weinviertel spielenden Polt-Romanen von Alfred Komarek und deren Verfilmungen kommt regelmäßig die Gemischtwarenhändlerin Aloisia Habesam vor, deren Geschäft ein Treffpunkt und Kommunikationsort der Dorfgemeinschaft ist. Die stets hellhörige Frau Habesam ist dadurch über die Vorfälle im Ort bestens informiert und hilft dem Gendarmen Simon Polt mit so manchem Hinweis. Sie zeigt aber mitunter deutliche Anzeichen der Greißlermentalität. Handlungs- und Drehort war das real existierende Kaufhaus Habesam in Wullersdorf.

## Galerie

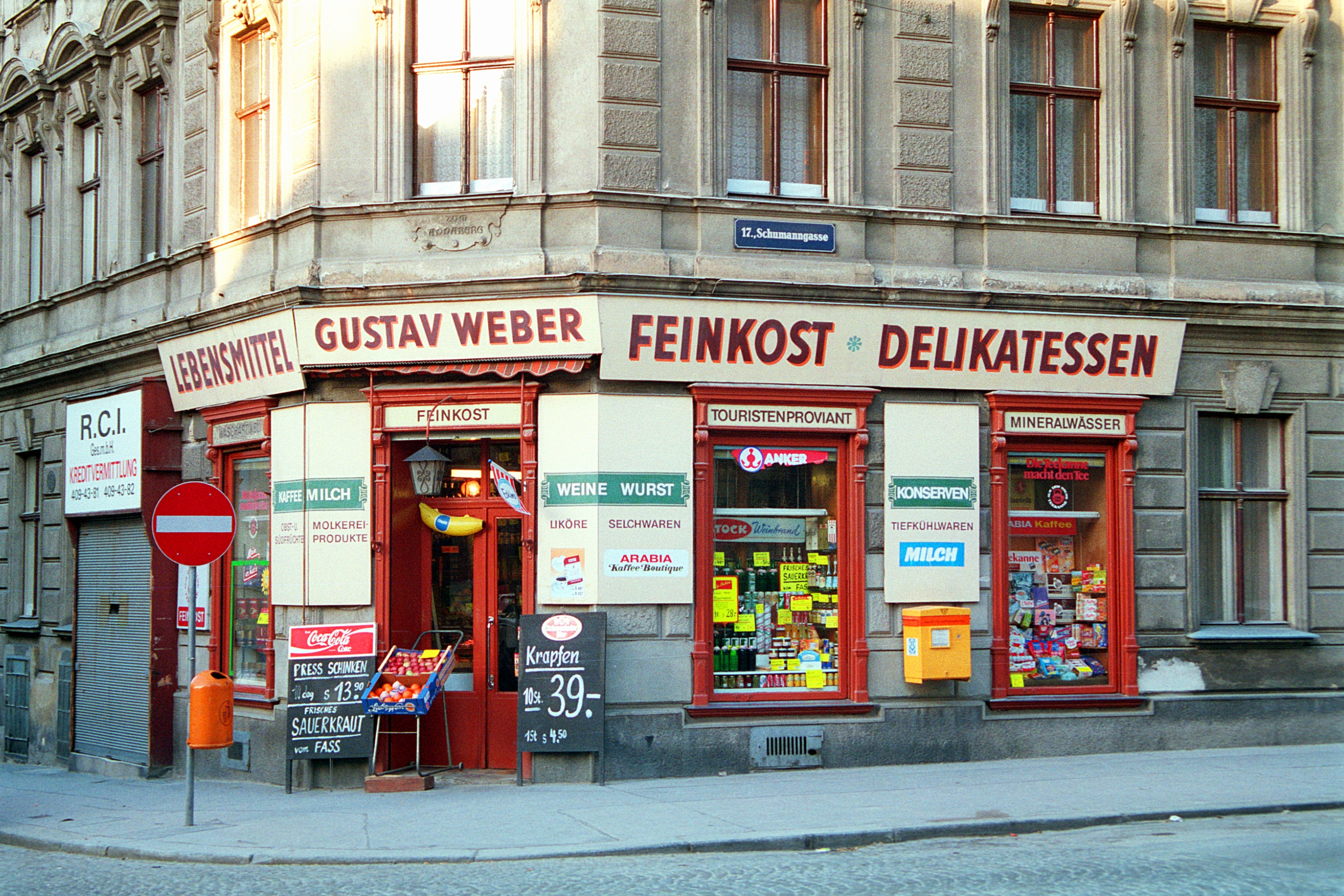
Greißler in Hernals, 1994 …
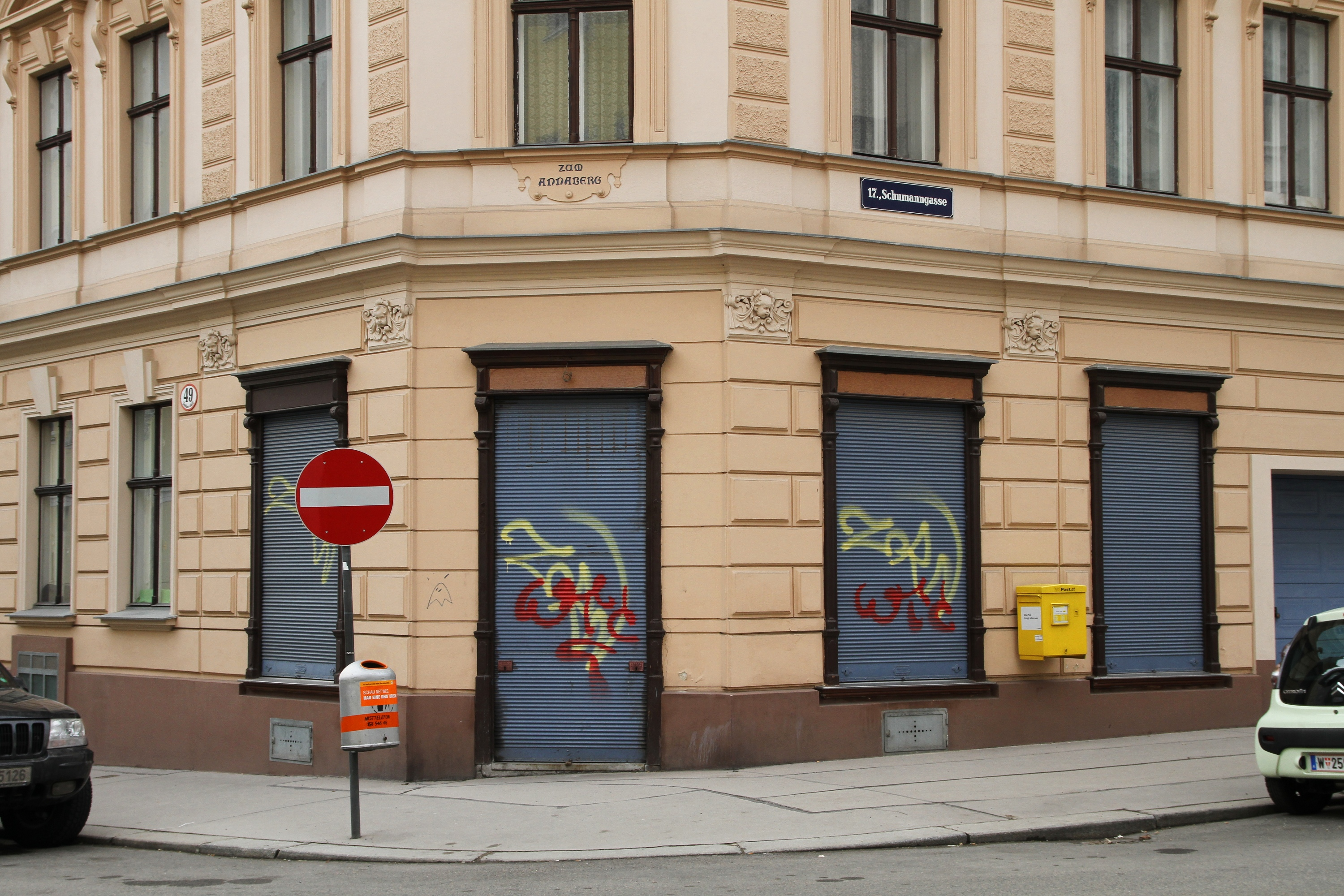
… und im März 2010
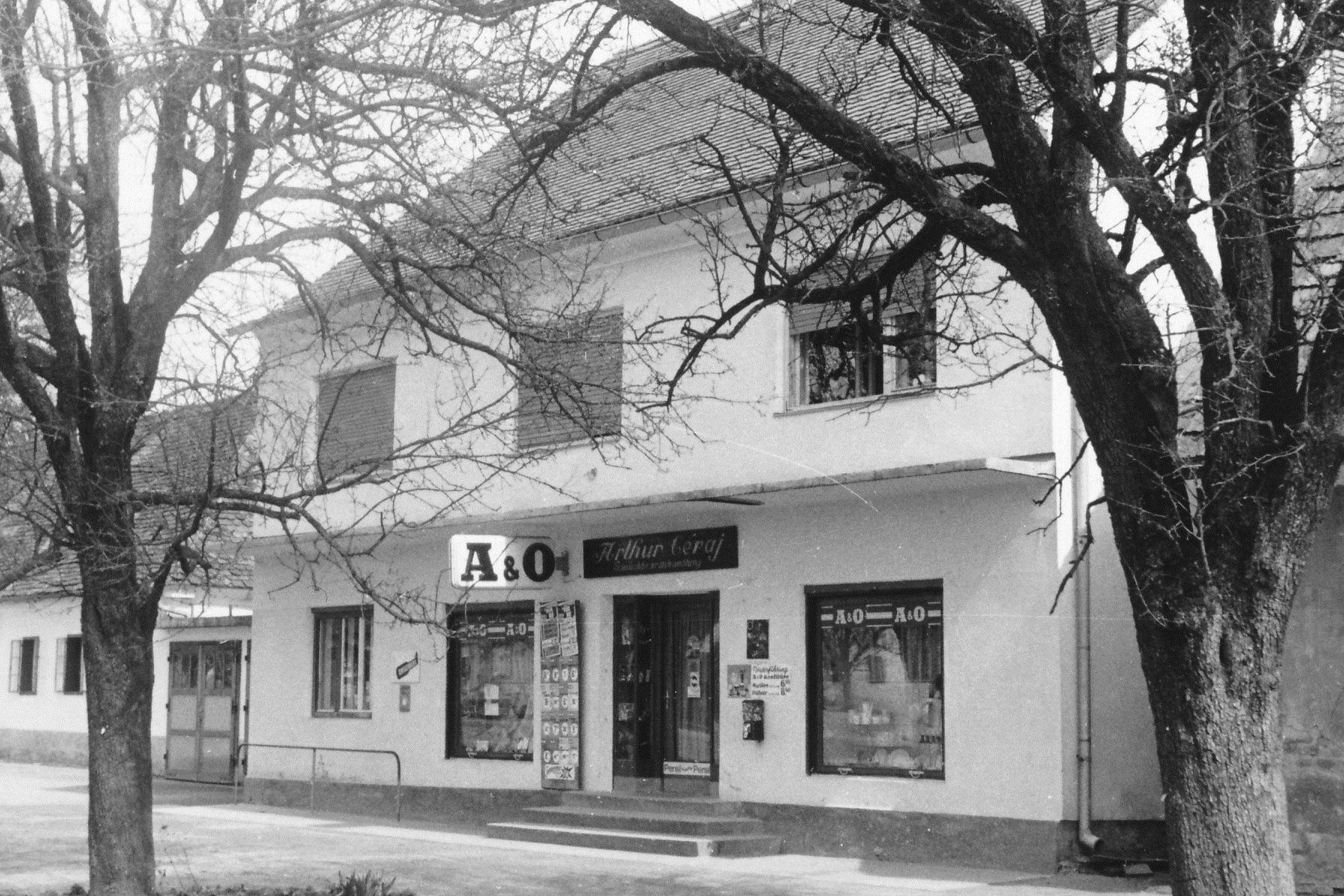
Ein modernisierter Greißler in Übersbach (1960er Jahre)
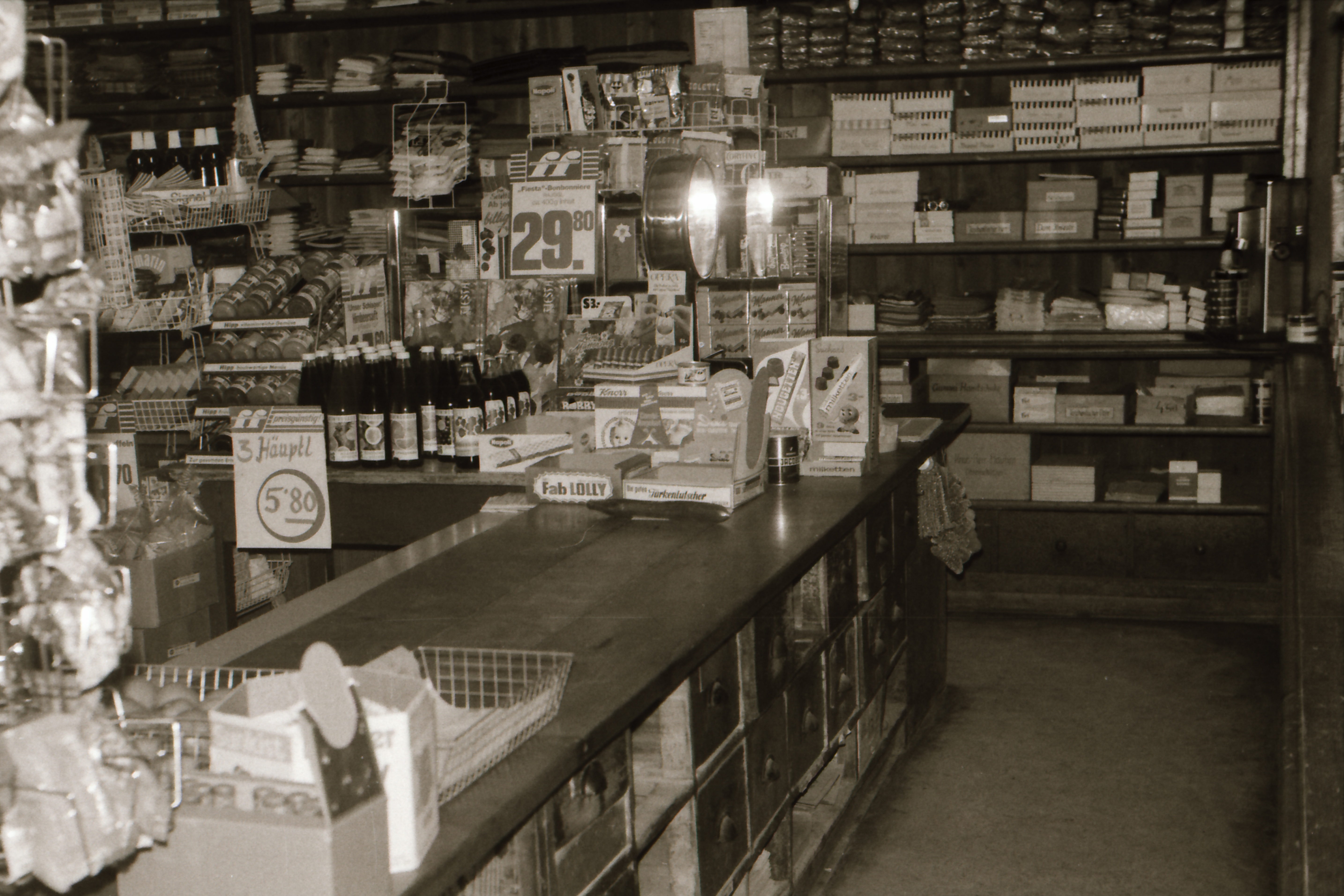
Gemischtwarenhandlung in der Steiermark (1972)
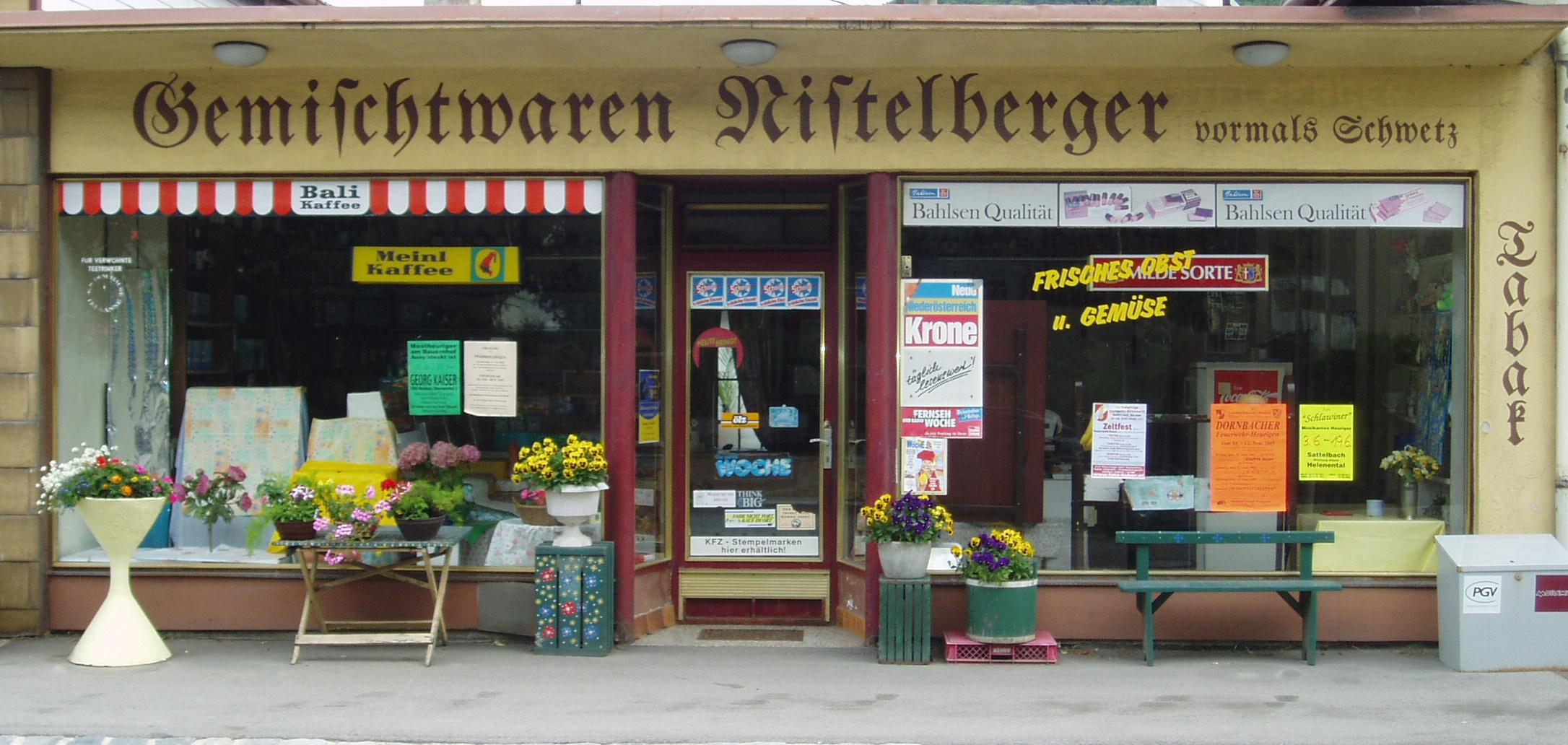
Gemischtwaren Nistelberger in Alland (2005)
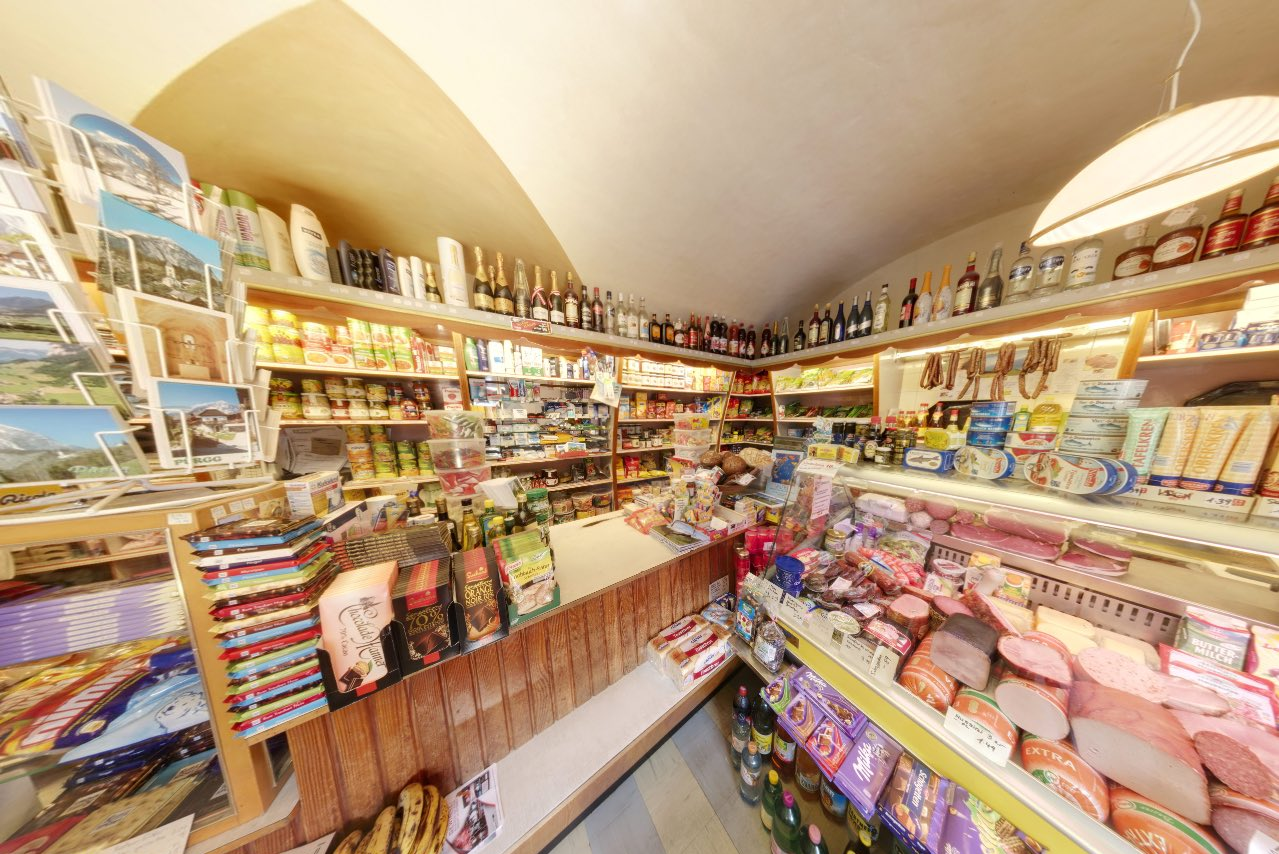
Gemischtwarenhandlung zur Bergdorfversorgung in Pürgg (Ausschnitt aus interaktivem 360°-Panorama)
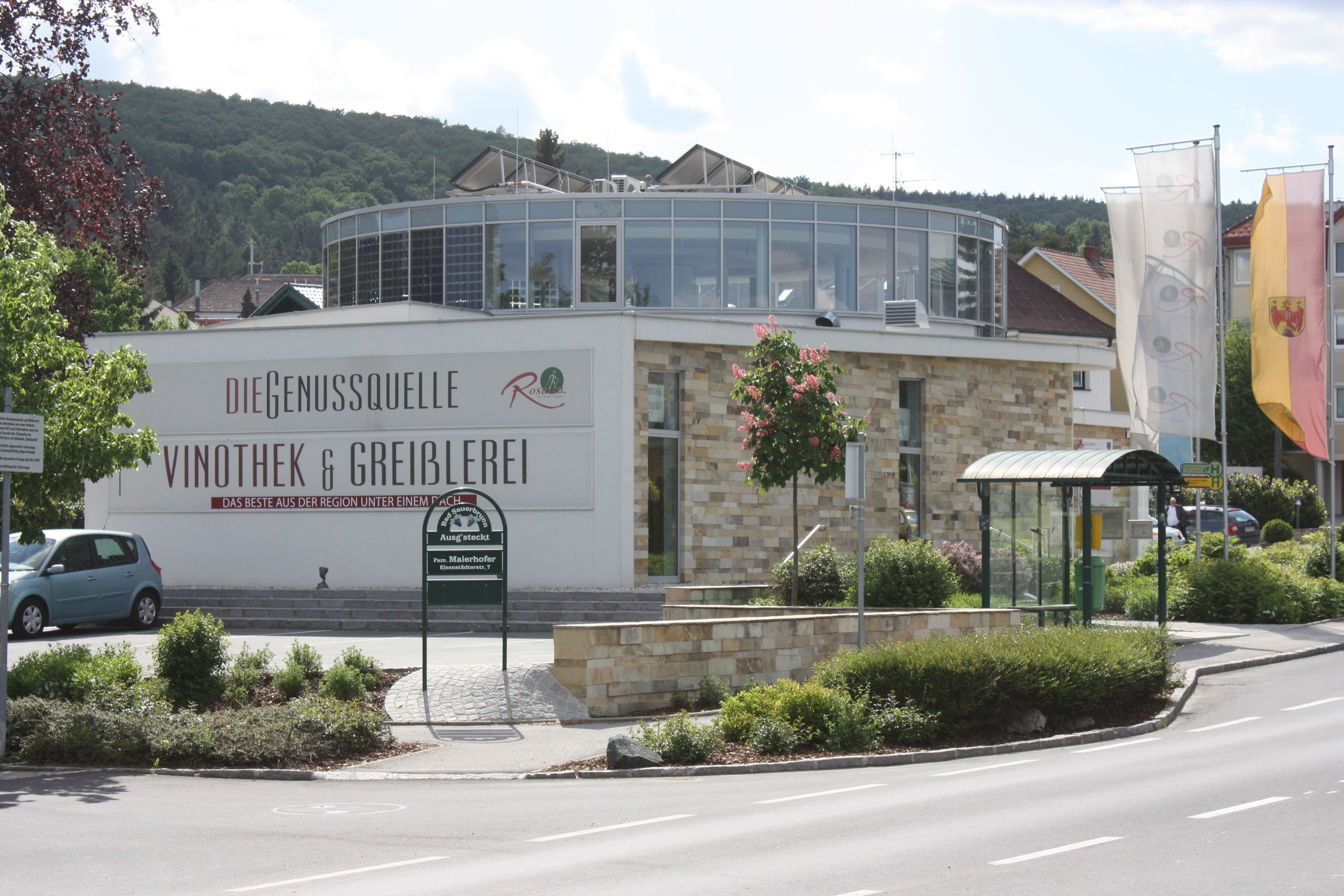
Vinothek und Greißlerei in Bad Sauerbrunn